# NGC 7543
NGC 7543 este o galaxie situată în constelația Pegas. A fost descoperită în 19 septembrie 1878 de către Édouard Stephan⁠(d). Se află la o distanță de 94,22 de megaparseci de Pământ.